# Зелёные огни
«Зелёные огни» — советский фильм 1955 года режиссёров Сергея Сплошнова и Иосифа Шульмана по роману «Путь открыт» Юрия Лаптева.

## Сюжет
Фильм о железнодорожниках Белоруссии, последователях зачинателя стахановского движения на транспорте П. Кривоноса. Сергей Чобур, опытный машинист, добивается перевозки тяжеловесного поезда, выполняя свой рейс, стараниями противника почина тяжеловесников, начальника депо Сосновского, получает неисправный паровоз. Маршрут пробега достаточно сложный, с многочисленными подъёмами, поворотами, где мало прямых участков и нет возможности разогнаться. Во время движения обнаруживается неисправность паровоза. Ремонт в пути приводит к нарушению правил технической эксплуатации, и противники новшества — карьеристы депо — отстраняют Чобура от вождения поездов. При активном участии начальника политотдела Якушева начальник колонны паровозов депо успешно осуществляет пробег с тяжеловесом, и Чобура возвращают на паровоз.

## В ролях
- Геннадий Малышев —  Сергей Чобур, машинист
- Борис Терентьев — Иван Сергеевич Якушев, начальник политотдела
- Александр Кистов — Василий Егорович Егоров, начальник отделения
- Евгений Карнаухов — Евгений Михайлович Сосновский, начальник депо
- Маргарита Лифанова — Оксана, диспетчер
- Валентина Ушакова — Людмила, инженер
- Георгий Гумилевский — Зюзин
- Глеб Глебов — Кирилл Кузьмич Калина
- Юрий Галкин — Андрей Михейчик, кочегар
- Рита Гладунко — Дуся
- А. Зотов — Володя
- Тамара Трушина — тётя Сосновского
- Анна Обухович — Марья Петровна
- Борис Кудрявцев — Александр, железнодорожник
- Здислав Стомма — Кузьмич
- К. Евлампиев — Николай
- Владимир Уральский — Луценко (нет в титрах)

## Съёмочная группа
- Режиссёры — Сергей Сплошнов, Иосиф Шульман
- Сценарий — Аркадий Мовзон
- Главный оператор — Андрей Булинский
- Художник-постановщик — Юрий Булычёв
- Композиторы — Юрий Бельзацкий, Дмитрий Каминский
- Текст песен — К. Киреенко
- Звукооператор — В. Дёмкин
- Монтажёр — М. Модриченникова
- Редактор — Ф. Бондарева
- Художник-гримёр — В. Львов
- Ассистент режиссёра — Н. Савва
- Консультант — Н. Нестеренко
- Художественный руководитель — В. Корш-Саблин
- Симфонический оркестр Белорусского государственного театра оперы и балета
- Директор картины — С. Тульман